# Bessie Blount Griffin
Bessie Blount Griffin (Hickory, 24 de novembro de 1914 – Newfield, 30 de dezembro de 2009) foi uma fisioterapeuta, cientista forense e inventora afro-americana. Griffin inventou diversas próteses e equipamentos para amputados, sendo uma pioneira na grafologia médica.

## Vida pessoal
Nascida em Hickory, uma comunidade rural que pertence ao distrito de Chesapeake, no estado da Virgínia, filha de George Woodard e Mary Elizabeth Griffin. Estudou na Diggs Chapel Elementary School, antes de se mudar para Nova Jérsei para continuar os estudos. Por escrever com a mão esquerda, Bessie teve sua mão amarrada e apanhou várias vezes, aprendendo assim a escrever com as duas mãos, com os pés e com a boca. Forçada a parar de estudar na sexta série, Bessie continuou os estudos em casa e se qualificou para ingressar na faculdade.

## Carreira e invenções
Recebeu treinamento de enfermagem no Community Kennedy Memorial Hospital, em Newark, a primeira afro-americana da turma e a trabalhar no hospital. Continuou os estudos, completando o curso de fisioterapeuta no Union Junior College e no Panzer College of Physical Education, ambos em Nova Jersey. Na Segunda Guerra Mundial, foi voluntária na Hospital de Veteranos, na Base 81, reabilitando soldados paralisados e amputados. Bessie continuou esse trabalho durante a Guerra da Coreia.
Em 1951, Bessie morava em Nova Iorque e lecionava no Hospital do Bronx, quando recebeu uma patente de número 2.550.554 para um suporte portátil para comida para possibilitar que pacientes paralisados pudessem se alimentar sozinhos. Ensinou a alguns deles a usar os pés ou a reaprender a usar mãos paralisadas. Sua invenção levava a comida ao paciente por um tubo, uma porção por vez, estando ele deitado ou sentado. Se a pessoa quisesse mais comida, o paciente mordia o tubo e sinalizava para a máquina enviar mais.
Os hospitais estadunidenses não aceitaram as invenções de Bessie, o que a fez doar suas invenções para o governo francês. Amiga de Theodore Miller Edison, filho do inventor Thomas Alva Edison, Theodore lhe deu várias dicas e forneceu conhecimento científico que a auxiliou em outras invenções.
Bessie era colunista de diversos jornais voltados para a população negra, como o New Jersey Herald e o Philadelphia Independent, cobrindo momentos históricos como a visita de Fidel Castro ao Harlem e a nomeação de Lyndon Johnson em Atlantic City.

### Ciência forense
De trabalho de enfermeira em vários hospitais de Nova Jersey, ela notou e documentou a relação entre vários estados de saúde física e as características de manuscritos, publicando literatura técnica sobre a grafologia médica. Bessie aperfeiçoou a aplicação prática de tais métodos para detectar falsificações e documentos falsos. Isso levou a uma nova carreira na área forense no início dos anos 70, com assistência documental aos departamentos de polícia de Vineland, em Nova Jersey e Norfolk, na Virgínia.
Bessie tornou-se examinadora-chefe do departamento de polícia de Portsmouth, Virgínia até a 1972. Em 1977, aos 63 anos, ela se tornou a primeira mulher estadunidense a ser aceita na divisão de documentação do laboratório forense da Scotland Yard, em Londres, depois do FBI recusar sua inscrição. Bessie trabalhou com treinamento de pessoal forense e com a análise e autenticidade de papéis da época da escravidão e da Guerra de Secessão, além de trabalhar com documentos dos tratados de nativos-americanos no Estados Unidos.
Bessie participou de diversas associações e lutou pelos direitos das crianças, veteranos, animais, mulheres e pelos direitos humanos.

## Morte
Bessie faleceu em Nova Jérsei, em 30 de dezembro de 2009, deixando um filho, quatro netos e quatro bisnetos.